# Менестірень
Менестірень, Менестірені (рум. Mănăstireni) — село у повіті Клуж в Румунії. Входить до складу комуни Менестірень.
Село розташоване на відстані 350 км на північний захід від Бухареста, 39 км на захід від Клуж-Напоки.

## Населення
За даними перепису населення 2002 року у селі проживала 651 особа.
Національний склад населення села:
| Національність | Кількість осіб | Відсоток |
| -------------- | -------------- | -------- |
| румуни         | 436            | 67,0 %   |
| угорці         | 193            | 29,6 %   |
| цигани         | 22             | 3,4 %    |

Рідною мовою назвали:
| Мова      | Кількість осіб | Відсоток |
| --------- | -------------- | -------- |
| румунська | 459            | 70,5 %   |
| угорська  | 192            | 29,5 %   |

## Уродженці
- Йоан Урсу (1928—2007) — румунський фізик.